# Канарай (Дзержинский район)
Канарай — деревня в Дзержинском районе Красноярского края. Входит в состав Шеломковского сельсовета.

## История
Деревня была основана в 1750 году. По данным 1926 года в деревне имелось 186 хозяйств и проживало 926 человек (454 мужчины и 472 женщины). В национальном составе населения преобладали русские. Функционировали школа I ступени, лавка общества потребителей и кредитное товарищество. В административном отношении деревня являлась центром Канарайского сельсовета Рождественского района Канского округа Сибирского края.

## Население
| 2010 |
| ---- |
| 205  |